# Салка (аэродром)
Салка — аэродром экспериментальной авиации в Свердловской области, в 7 километрах северо-восточнее города Нижнего Тагила, вблизи села Покровского. Военный городок имел номер 40 и название «Сокол» (в настоящее время Покровское-1).
Бывший военный аэродром, имеет класс В, способен принимать самолёты Ил-76, Ту-134, Ту-204, Як-42, Ан-12 и все более лёгкие, а также вертолёты всех типов.

## История
На аэродроме с 1953 по 1994 годы базировался 765-й истребительный авиаполк (войсковая часть 40374) 20-го корпуса ПВО 4-й отдельной армии ПВО. На вооружении полка стояли истребители МиГ-23П (ранее — истребители-перехватчики Су-9).
Первоначально аэродром имел металлическое покрытие, в 1960 была произведена реконструкция, металлическое покрытие было заменено на бетонное.
В 1959 году на аэродроме создана лётно-испытательная база (ЛИБ) предприятия п/я: А-3628 (ныне филиал «НТИИМ» ФКП «НИО «ГБИП России») для испытания авиационных боеприпасов и систем вооружения. ЛИБ в разное время располагала большим авиапарком: самолёты МиГ-15, МиГ-17, МиГ-21, Ту-16, Ил-28, Су-7Б, Су-17, Су-24, Су-25, МиГ-29. ЛИБ имела также транспортные самолёты и вертолёты Ли-2, Як-12, Ил-14, Ан-12, Ан-24, Ми-4, Ми-8, Ми-17, Ми-24. ЛИБ продолжает проводить лётные испытания.
В 1967 году был создан 806-й авиаремонтный завод (войсковая часть 48742) для капитального ремонта самолётов Су-9, а позже МиГ-23УБ и МиГ-23П.
В 1975—1976 годах был произведен капитальный ремонт ВПП: усиление бетонного покрытия железобетонными плитами ПАГ-14.
С 1979 по 1983 на восточной стороне аэродрома располагалась 225-я отдельная вертолётная эскадрилья (в/ч 19980) для обслуживания 42-й ракетной дивизии РВСН (в/ч 34103), которая была передислоцирована в ЗАТО Свободный.
В 1994 году на основе полка создана единая 1454-я база резерва авиационной техники (на ней содержались самолёты МиГ-23П и МиГ-25), которая просуществовала до 2004 года. Параллельно на основе 806-го АРЗ была создана 1627-я база хранения и разделки, которая была ликвидирована в 2006 году.
За историю аэродрома Салка сюда прилетали самые различные самолёты и вертолёты. Самые яркие события — прилёт 7 июля 1988 года из ОКБ Антонова самолёта Ан-124 «Руслан» и прилёт 26 апреля 1990 года правительственной делегации во главе с М. С. Горбачевым на самолёте Ил-62М. С 1977 по 2005 годы на аэродроме работал заслуженный военный лётчик-испытатель России, Почётный гражданин Свердловской области Левит Юрий Александрович.

## Современность
21 апреля 2005 года аэродром Салка был передан из ведения Министерства обороны Российской Федерации в собственность ФКП «НТИИМ» и получил статус аэродрома экспериментальной авиации. В перспективе на его основе возможно создание аэропорта Нижний Тагил, предположения на этот счёт периодически высказываются в СМИ с 2007 года. Необходимость реконструкции аэродрома увязывается с созданием в регионе особой экономической зоны «Титановая долина».
С 2015 года на базе аэродрома формируется центр летных испытаний вновь создаваемых беспилотных летательных аппаратов.

## Происшествия
- В конце 1960-х катастрофа Су-9, летчик — командир 765-го иап полковник Авдеев Борис Константинович. Произошло столкновение с землей после прохода БПРМ при попадании в снежный заряд при заходе на посадку ночью[8].
- В конце 1960-х катастрофа Як-28, штурман - курсант Закиров погиб в результате пожара при заходе на посадку, из-за приземления вне ВПП. Командира экипажа Сафронова удалось спасти[8].
- 4 июня 1969 году разбился Миг-15УТИ при выполнении разведки погоды. Погиб экипаж в составе командира звена 3-й эскадрильи майора Левшина Ю. И. и старшего лейтенанта Илюшкина Н. В.[9]
- 13 июня 1978 г. катастрофа Су-7У, экипаж: подполковник Панов Сергей и Романов Вениамин погиб. Происшествие произошло при выполнении разведки погоды — замеряли нижний край облачности, столкнулись с сопкой[8]),
- В 1970-х годах во второй половине потерпел катастрофу самолёт, погибли лётчики Клановец и Герасименко.
- В 1970-х годах в первой половине потерпел катастрофу Су-9У из-за не уборки закрылков из взлётного положения при скорости свыше 600 км/ч и последовавшего крена на малой высоте, погиб лётчик Шевченко Борис, оператор успел катапультироваться из задней кабины по команде Шеченко Б. и остался жив.
- В 1970-х годах в середине потерпел катастрофу самолёт Су-9, падение на аэродром при выходе из низких облаков, погиб лётчик Карасёв.
- В 1979 году в районе станции Ива (ЗАТО Свободный), разбился Су-9, принадлежащий авиаремонтному заводу, летчик остался в живых.
- В 1970-х годах в полёте взорвалась бомба на борту Ил-28, 2 члена экипажа погибли, в живых остался летчик Акимов А. В.
- В 1990 году на стоянке сгорел Ту-16.
- В начале 1990-х капитан Смирнов Валерий Алексеевич посадил неисправный МиГ-23П, за что был представлен к правительственной награде.
- 15.07.1991 — потерпел катастрофу МиГ-23П, погиб капитан Хохлов Александр Иванович[10].
- 21.01.1992 — во время послеремонтного облета МиГ-23П, на 7-й минуте полета произошёл отказ двигателя, лётчик Марьин Валерий Николаевич катапультировался и остался жив[10].
- 29.09.1992 — потерпел катастрофу Су-24М, погиб летчик Капкаев Алим Абубекерович.
- 12.01.1996 — в Пермской области разбился МиГ-23, летчик — майор Горбань А. А. катапультировался и остался жив.
- 17.04.1996 — в учебном полёте с отработкой посадки при выключенном двигателе потерпел катастрофу Су-17УМ (Су-22), погибли обучаемый лётчик Топоров Сергей Витальевич[11] и лётчик-инструктор Даниленко Владимир Михайлович[12].